# Traidor (película)
Traitor es un film dirigido por Jeffrey Nachmanoff del género acción, drama y suspenso psicológico, rodada en 2007 en locaciones de Estados Unidos, Marruecos, Francia y Canadá y estrenada el 25 de agosto de 2008. El guion fue escrito por el mismo director del film, Jeffrey Nachmanoff, sobre un argumento concebido por él y Steve Martin. Cuenta con las actuaciones especiales de los actores Don Cheadle, Guy Pearce, Neal McDonough y Saïd Taghmaoui.

## Argumento
Samir Horn (Don Cheadle) es un exsoldado de nacionalidad estadounidense y devoto de la religión musulmana cuya especialidad es la fabricación de artefactos explosivos con explosivo plástico Centec a facciones radicales islámicas, Horn vende un poderoso explosivo usado por los islámicos radicales para sus atentados contra los Estados Unidos. 
Horn es en realidad un infiltrado de la CIA cuya misión es desconocida para el FBI y que busca detectar a los dirigentes de estas facciones islámicas terroristas, en especial a Nathir, el líder que los dirige.
Para hacer más creíble la misión,  Horn es detenido en una cárcel yemenita donde está encarcelado Omar (Saïd Taghmaoui) y se gana su confianza cuando es rescatado por sus amigos desde fuera. Entonces Horn se mete en un mundo lleno de ideales islámicos radicalizados y desconfianzas donde contacta al grupo de "Nathir" quienes llevan a cabo atentados en España y Francia; para ello Horn para hacer creíble su convicción por este grupo de terroristas vuela una embajada de los Estados Unidos en construcción causando varios muertos (en realidad una pantalla de muertes aparentes) ganándose entonces Horn su completa confianza pudiendo conocer a Nathir, el líder de los terroristas.
Sin embargo en el FBI hay un informante que mantiene a Omar al día de como evolucionan las pesquisas del FBI, las acciones de búsqueda están encabezada por los agentes Alex Clayton (Guy Pearce) y Max Archer (Neal McDonough) quienes buscan desesperadamente a Horn creyendo que es un auténtico terrorista radical islámico.
Los terroristas planean para el Día de Acción de Gracias un golpe maestro con unos 30 ciudadanos islámicos estadounidenses que servirán como mártires-suicidas  y que se subirán a  autobuses atestados de gentes para volarlos con ellos mismos.

## Reparto
- Don Cheadle como Samir Horn.
- Guy Pearce como agente Roy Clayton.
- Saïd Taghmaoui como Omar.
- Neal McDonough como Max Archer.
- Jeff Daniels como Carter.
- Archie Panjabi como Chandra Dawkin.
- Mozhan Marnò como Leyla.
- Lorena Gale como Dierdre Horn.
- Alyy Khan como Fareed.

- Datos: Q1536329